# Geschützter Landschaftsbestandteil Hülsen Deipenbrink

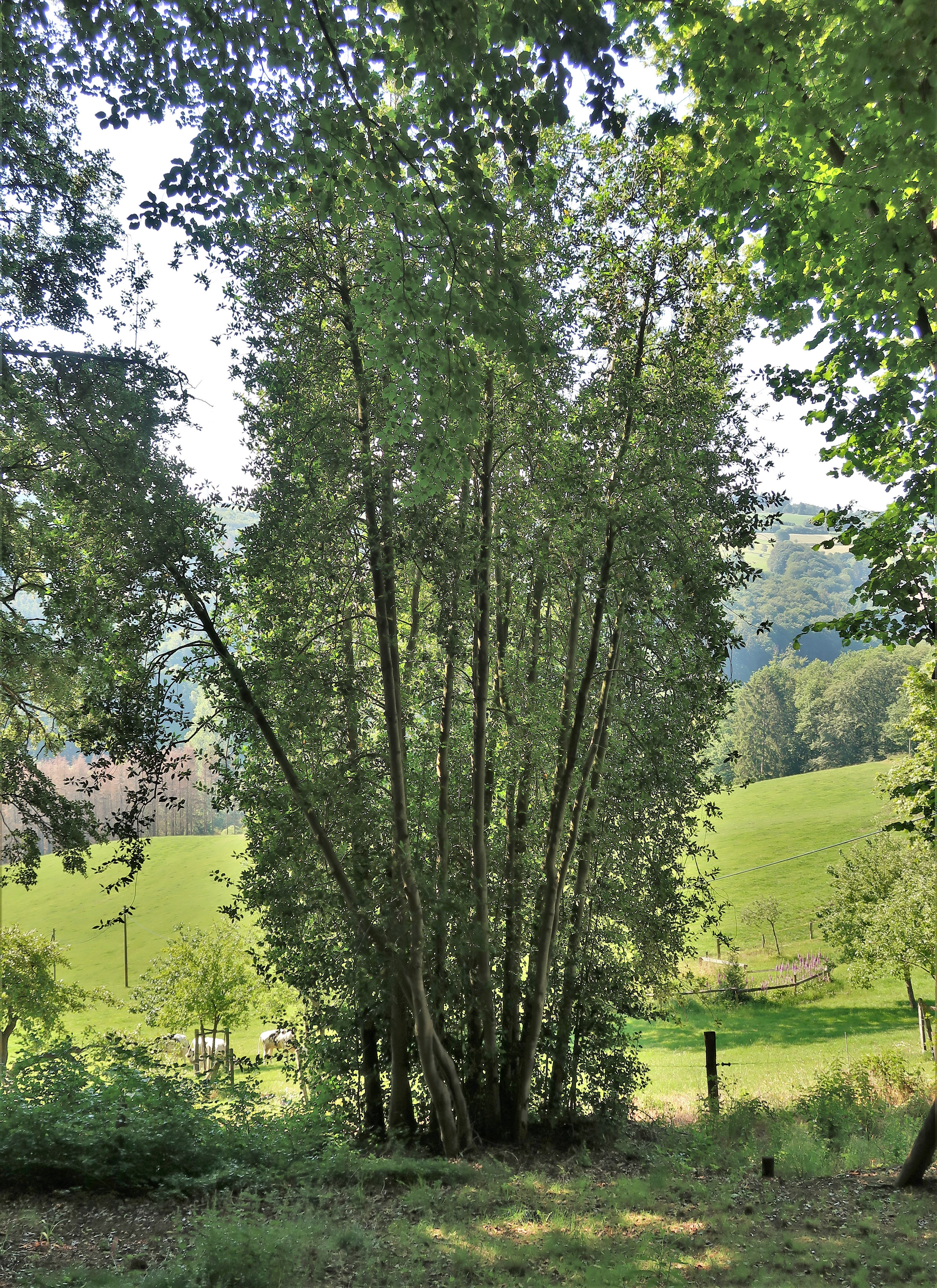
Geschützter Landschaftsbestandteil Hülsen Deipenbrink

Der Geschützte Landschaftsbestandteil Hülsen Deipenbrink mit einer Flächengröße von 0,13 ha liegt auf dem Gebiet der kreisfreien Stadt Hagen in Nordrhein-Westfalen. Der LB wurde 1994 mit dem Landschaftsplan der Stadt Hagen vom Stadtrat von Hagen ausgewiesen.

## Beschreibung
Beschreibung im Landschaftsplan: „Der Landschaftsbestandteil liegt östlich des Hauses Deipenbrink 2. Es handelt sich um drei Gehölzgruppen aus 75 Hülsen (Stechpalmen) mit einem Stammumfang von 15 cm – 25 cm, ca. 10 m Höhe und ca. 10 m Kronendurchmesser sowie um eine Weide.“

## Schutzzweck
Laut Landschaftsplan erfolgte die Ausweisung „zur Gliederung und Belebung des Landschaftsbildes durch Erhalt einer seltenen Gehölzgruppe.“